# SAR-Klasse GEA
Die Fahrzeuge der Klasse GEA der South African Railways (SAR) waren Dampflokomotiven der Bauart Garratt.
Nach den 1938 beschafften Maschinen der Klasse GM erhielt die SAR während des Zweiten Weltkriegs keine Garratt-Lokomotiven. Unmittelbar nach Kriegsende bestellte die Bahn bei Beyer-Peacock jedoch 50 weitere Garratts mit der Achsfolge (2'D1') (1'D2'). Es war der größte jemals erteilte Einzelauftrag über Garratt-Lokomotiven.
Die Lokomotiven waren mit Achslasten von 15,3 t jedoch für leichteren Oberbau bestimmt als die Klasse GM. Auch waren die Vorräte so bemessen, dass auf einen Wasserwagen verzichtet werden konnte. Weil die äußeren Kesselabmessungen denen der Klasse GE entsprachen, vergab man die Klassenbezeichnung GEA, obwohl es keine von der GE abgeleitete Klasse war, sondern eine völlig neu Konstruktion mit einer anderen Achsfolge und größerem Treibraddurchmesser.
Die GEA waren die ersten südafrikanischen Garratts mit nach vorne und hinten abgerundeten „stromlinienförmigen“ Wassertanks, die typisch für die nach dem Krieg gebauten Garratts von Beyer-Peacock waren. Die Lokomotiven waren handgefeuert, wobei die Leistung aber bereits so hoch war, dass die Heizer an ihre Grenzen gebracht wurden.
Die Lokomotive Nr. 4009 wurde 1967 vorübergehend mit einer Funkenfängereinrichtung ausgerüstet, die aus einer nach vorne über den Wassertank verlegten waagerechten Verlängerung des Schornsteins bestand.
Die Klasse GEA wurde in ganz Südafrika eingesetzt. Bekannt wurde vor allem der Betrieb mit Personenzügen über den Montagu-Pass zwischen George und Oudtshoorn, wo Steigungen von 27,7 ‰ bewältigt werden mussten. 1974 wurden sie auf dieser Strecke von der Klasse GMAM abgelöst.
1976 wurden die letzten GEA ausgemustert. Die meisten wurden einige Jahre später verschrottet; fünf Lokomotiven kamen als Werklokomotiven in Kohlengruben unter.
Die Lok Nr. 4023 ist betriebsfähig erhalten.